# Çiğil, Ilgın
Aşağıçiğil là một thị trấn thuộc huyện Ilgın, tỉnh Konya, Thổ Nhĩ Kỳ. Dân số thời điểm năm 2011 là 3.945 người.